# Хукър
Окръг Хукър (на английски: Hooker County) е окръг в щата Небраска, Съединени американски щати. Площта му е 1870 km², а населението - 783 души (2000). Административен център е град Мулън.